# 马可波罗盘羊
马可波罗盘羊（学名：Ovis ammon polii）又称帕米尔盘羊，为盘羊的一个亚种，主要分布于亚洲中部帕米尔高原地区。为濒危野生动植物种国际贸易公约附录II所列的保护动物。在中国被列为国家二级重点保护野生动物。
由于气候变化以及人类活动造成的过度放牧、矿业开发、过度狩猎、盗猎等因素, 造成马可波罗盘羊生境破碎化严重, 种群数量显著下降。